# Nas (rappare)
Nasir Bin Olu Dara Jones, mer känd under artistnamnet Nas, född 14 september 1973 i Queensbridge, New York, är en amerikansk rappare.

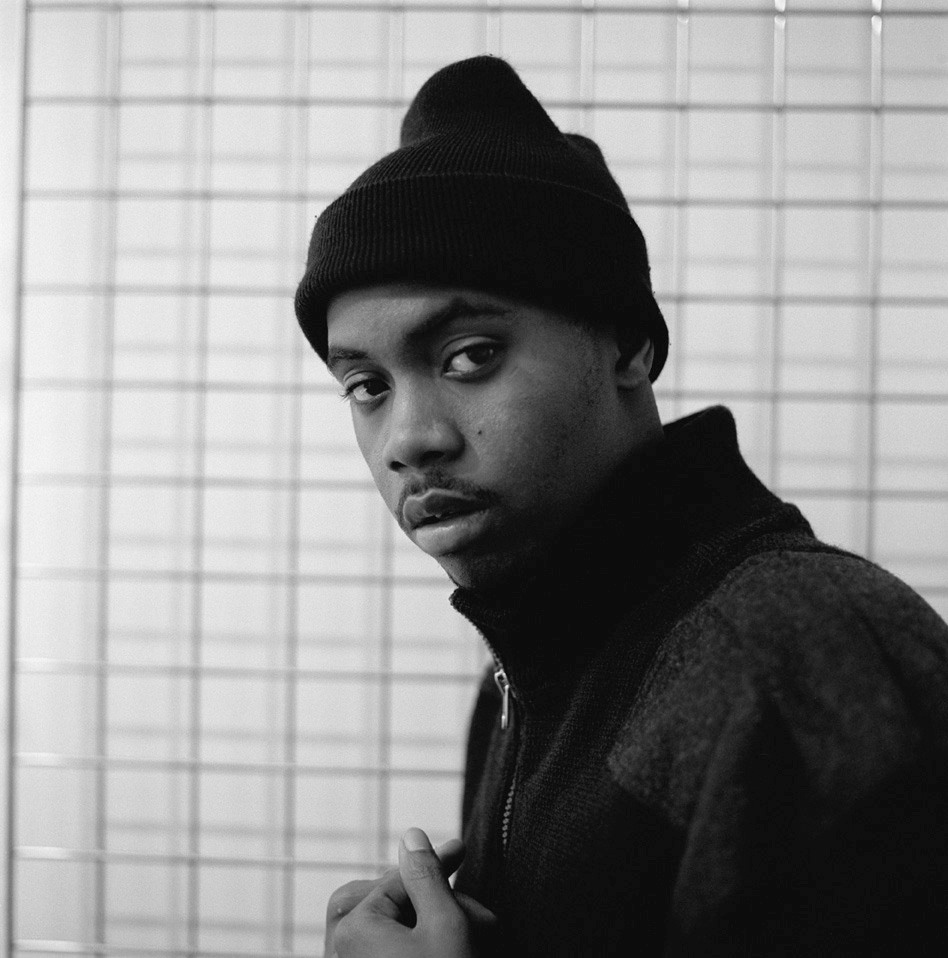
Nas 1998.

Nas är mest känd för sitt kritikerhyllade debutalbum Illmatic från 1994. Albumet är idag av många sett som bland de bästa hiphop-album som någonsin gjorts. Efter Illmatic har Nas rört sig mot ett mer kommersiellt "sound".
Nas karriär präglades under det tidiga 2000-talet av en uppmärksammad beef med rapparen Jay-Z. Sedan oktober 2005 har Nas och Jay-Z tillkännagett att inga misshälligheter mellan dem finns. Detta har visats genom ett antal gemensamma framträdanden, däribland "Black Republican" på Nas album Hip Hop Is Dead från 2006. Han var gift 2005 till 2010 med sångerskan Kelis.
I mars 2013 utsåg hemsidan HipHop365 Nas till den bästa rapparen genom tiderna.[källa behövs]

## Diskografi

### Studioalbum
- 1994 – Illmatic
- 1996 – It Was Written med låten The Message
- 1999 – I Am...
- 1999 – Nastradamus
- 2001 – Stillmatic
- 2002 – God's Son
- 2004 – Street's Disciple
- 2006 – Hip Hop Is Dead
- 2008 – Untitled
- 2012 – Life Is Good
- 2018 – Nasir
- 2020 – King’s Disease
- 2021 – King’s Disease II
- 2021 – Magic
- 2022 – King’s Disease III

### Samarbeten
- 1997 – The Album (med The Firm)
- 2000 – QB's Finest (med olika artister)
- 2010 – Distant Relatives (med Damian Marley)

### Samlingsalbum
- 2002 – From Illmatic to Stillmatic: The Remixes
- 2002 – The Lost Tapes
- 2007 – Greatest Hits
- 2019 – The Lost Tapes 2